# 第43師団 (日本軍)
第43師団（だいよんじゅうさんしだん）は、太平洋戦争中の1943年から1945年まであった大日本帝国陸軍の師団の一つ。サイパン島の戦いで全滅した。

## 沿革
1943年5月14日の昭和18年軍令甲第45号により、臨時編成が命じられた4個師団の一つである。多くの師団が出征して手薄になった日本本土の防備を充実させるために設けられた。第43師団は、6月10日に留守第3師団と第63独立歩兵団を基幹に名古屋で編成され、中部軍に属した。名古屋師管の防衛と、師管での徴兵など管区業務にあたった。
1944年4月7日、昭和19年軍令甲第39号により、臨時動員を命じられた。第31軍に編入され、絶対国防圏の守備のためサイパン島へ派遣された。その際、師団長が皇族である賀陽宮恒憲王から、斎藤義次中将に交代した。編制も、砲兵連隊や工兵連隊を解隊して歩兵連隊に分属させ戦闘団風とした海洋師団に改編された。師団主力は東松8号船団により無傷で輸送されたが、歩兵第118連隊を中心とした第2次輸送部隊は第3530船団で運ばれる途中、アメリカ潜水艦の攻撃を受けて大損害を受けた。独立混成第47旅団と共に北部マリアナ地区集団を構成し、サイパン島防衛に当たった。

同年6月15日、アメリカ軍の上陸を迎え、サイパンの戦いに参加した。守備隊主力として激戦を続けたが、水際戦闘で大打撃を受けた。師団長・中将斎藤義次は同年7月5日に全軍総突撃の命令を下達、大本営に向け「我ら玉砕をもって太平洋の防波堤たらんとす」と打電した後に第31軍参謀長・少将井桁敬治、海軍中部太平洋方面艦隊司令長官・大将南雲忠一と共に自決した。その後に隷下全連隊のそれと共に軍旗を奉焼して本師団は終焉した。

## 師団概要

### 歴代師団長
- 賀陽宮恒憲王 中将：1943年（昭和18年）6月10日 - 1944年4月6日[3]
- 斎藤義次 中将：1944年（昭和19年）4月6日 - 1944年7月6日自決

### 参謀長
- 太田公秀 大佐：1943年（昭和18年）6月10日 - 1943年10月15日[4]
- 鈴木卓爾 大佐：1943年（昭和18年）10月15日 - 1944年（昭和19年）7月18日戦死[5]

### 最終所属部隊
- 歩兵第118連隊（静岡）：伊藤豪大佐
- 歩兵第135連隊（名古屋）：鈴木栄助大佐
- 歩兵第136連隊（岐阜）：小川雪松大佐
- 第43師団通信隊：鷲津吉光大尉
- 第43師団輜重隊：山本光男大尉
- 第43師団兵器勤務隊：村瀬兼松大尉
- 第43師団経理勤務部：大川英夫中佐
- 第43師団野戦病院：深山一孝中佐